# Lisa Stansfield-diszkográfia
Ez a szócikk a brit énekesnő és dalszerző Lisa Stansfield diszkográfiája, mely nyolc stúdióalbumot, egy albumot tartalmaz, melyet korábbi együttesével, a Blue Zone-val adott ki, valamint 4 válogatás albumot, egy filmzene albumot, egy EP-t, és 44 kislemezt tartalmaz. Stansfield világszerte több mint 20 millió albumot adott el, és Affection című albumából 5 millió kelt el világszerte.
Legnagyobb slágerei között szerepelnek az alábbi dalok, úgy mint a: "People Hold On", "This Is the Right Time", "All Around the World", "Live Together", "What Did I Do to You?", "Change", "All Woman", "Time to Make You Mine", "Set Your Loving Free", "Someday (I’m Coming Back)", "In All the Right Places", "The Real Thing" és a "Never, Never Gonna Give You Up". Stansfield utolsó albuma, a Deeper 2018. április 6-án jelent meg.

## Stúdióalbumok
| Cím                                                                   | Album megjelenés                                                                             | Legjobb slágerlistás helyezés | Legjobb slágerlistás helyezés | Legjobb slágerlistás helyezés | Legjobb slágerlistás helyezés | Legjobb slágerlistás helyezés | Legjobb slágerlistás helyezés | Legjobb slágerlistás helyezés | Legjobb slágerlistás helyezés | Legjobb slágerlistás helyezés | Legjobb slágerlistás helyezés | Legjobb slágerlistás helyezés | Díjak, jelölések |
| Cím                                                                   | Album megjelenés                                                                             | UK                            | AUS                           | AUT                           | BEL                           | EU                            | GER                           | ITA                           | JAP                           | SPA                           | SWI                           | US                            | Díjak, jelölések |
| --------------------------------------------------------------------- | -------------------------------------------------------------------------------------------- | ----------------------------- | ----------------------------- | ----------------------------- | ----------------------------- | ----------------------------- | ----------------------------- | ----------------------------- | ----------------------------- | ----------------------------- | ----------------------------- | ----------------------------- | --- |
| Affection                                                             | - Megjelent: 1989. november 20. - Label: Arista - Formátum: LP • CD • MC                     | 2                             | 7                             | 1                             | 3                             | 2                             | 2                             | 2                             | 96                            | 2                             | 2                             | 9                             | - AUS: Arany - AUT: Arany - CAN: Platina - FIN: Arany - FRA: Arany - GER: Platina - SPA: Platina - SWE: Platina - SWI: Platina - UK: 3× Platina - US: Platina |
| Real Love                                                             | - Megjelent: 1991. november 11. - Label: Arista - Formátum: LP • CD • MC                     | 3                             | 40                            | 21                            | 10                            | 9                             | 9                             | 10                            | 38                            | 41                            | 18                            | 43                            | - CAN: Arany - GER: Arany - SWI: Arany - UK: 2× Platina - US: Arany                                                                                           |
| So Natural                                                            | - Megjelent: 1993. november 8. - Label: Arista - Formátum: LP • CD • MC                      | 6                             | 67                            | 30                            | —                             | 14                            | 25                            | 14                            | 50                            | —                             | 27                            | —                             | - UK: Platina |
| Lisa Stansfield                                                       | - Megjelent: 1997. március 21. - Label: Arista - Formátum: CD • MC                           | 2                             | 41                            | 12                            | 6                             | 8                             | 13                            | 8                             | 40                            | 23                            | 11                            | 55                            | - SPA: Arany - SWI: Arany - UK: Arany |
| Face Up                                                               | - Megjelent: 2001. június 20. - Label: Arista - Formátum: CD • MC                            | 38                            | —                             | 26                            | —                             | 35                            | 29                            | —                             | 86                            | —                             | 19                            | —                             | |
| The Moment                                                            | - Megjelent: 2004. szeptember 24. - Label: ZTT - Formátum: CD                                | 57                            | —                             | 15                            | 90                            | 48                            | 16                            | 57                            | —                             | 70                            | 22                            | —                             | - GER: Arany |
| Seven                                                                 | - Megjelent: 2014. január 31. - Label: Monkeynatra, Edel - Formátum: CD • Digitális letöltés | 13                            | —                             | 25                            | 111                           | —                             | 13                            | —                             | —                             | —                             | 42                            | —                             | |
| Deeper                                                                | - Megjelent: 2018. április 6. - Label: earMUSIC - Formátum: CD • Digitális letöltés • LP     | 15                            | —                             | 11                            | 127                           | —                             | 7                             | —                             | —                             | 93                            | 23                            | —                             | |
| "—" nem volt slágerlistás helyezés, vagy nem jelent meg az országban. |                                                                                              |                               |                               |                               |                               |                               |                               |                               |                               |                               |                               |                               | |

## Live album
| Cím                | Album megjelenés                                                                        | Legjobb slágerlistás helyezés |
| Cím                | Album megjelenés                                                                        | ITA                           |
| ------------------ | --------------------------------------------------------------------------------------- | ----------------------------- |
| Live in Manchester | - Megjelent: 2015. augusztus 28. - Label: earMUSIC - Formátum: 2CD • Digitális letöltés | 15                            |

## Válogatás albumok
| In Session                                                            | - Megjelent: 1996. szeptember 20. - Label: Sovereign Music - Formátum: CD | — | —  | —  | —  | — | —  | —  |             |
| Biography: The Greatest Hits                                          | - Megjelent: 2003. február 3. - Label: Arista - Formátum: CD • MC         | 3 | 37 | 16 | 46 | 4 | 43 | 58 | - UK: Arany |
| The Complete Collection                                               | - Megjelenés: 2003. június 2. - Label: Arista - Formátum: 6CD             | — | —  | —  | —  | — | —  | —  |             |
| The Collection 1989–2003                                              | - Megjelent: 2014. november 14. - Label: Edsel - Formátum: 18CD • 5DVD    | — | —  | —  | —  | — | —  | —  |             |
| "—" nem volt slágerlistás helyezés, vagy nem jelent meg az országban. |                                                                           |   |    |    |    |   |    |    |             |

## Remix albumok
| Cím                                  | Album megjelenés                                                                              |
| ------------------------------------ | --------------------------------------------------------------------------------------------- |
| The Remix Album                      | - Megjelent: 1998. június 2. - Label: Arista - Formátum: CD • LP                              |
| Seven+                               | - Megjelent: 2014. október 20. - Label: Monkeynatra, Edel - Formátum: CD • Digitális letöltés |
| People Hold On...The Remix Anthology | - Megjelent: 2014. november 10. - Label: Edsel - Formátum: 3CD                                |

## Filmzene album
| Cím   | Album megjelenés                                                          | Legjobb slágerlistás helyezés |
| Cím   | Album megjelenés                                                          | UK                            |
| ----- | ------------------------------------------------------------------------- | ----------------------------- |
| Swing | - Megjelent: 1999. május 10. - Label: BMG Soundtracks - Formátum: CD • MC | 165                           |

## EP-k
| Cím                                                         | Album megjelenés                                                            | Legjobb slágerlistás helyezés | Legjobb slágerlistás helyezés | Legjobb slágerlistás helyezés | Legjobb slágerlistás helyezés | Legjobb slágerlistás helyezés | Legjobb slágerlistás helyezés | Legjobb slágerlistás helyezés | Legjobb slágerlistás helyezés | Legjobb slágerlistás helyezés | Legjobb slágerlistás helyezés | Legjobb slágerlistás helyezés | Díjak                                                           |
| Cím                                                         | Album megjelenés                                                            | UK                            | AUS                           | AUT                           | BEL                           | EU                            | GER                           | ITA                           | JAP                           | SPA                           | SWI                           | US                            | Díjak                                                           |
| ----------------------------------------------------------- | --------------------------------------------------------------------------- | ----------------------------- | ----------------------------- | ----------------------------- | ----------------------------- | ----------------------------- | ----------------------------- | ----------------------------- | ----------------------------- | ----------------------------- | ----------------------------- | ----------------------------- | --------------------------------------------------------------- |
| Five Live (közreműködik George Michael és a Queen együttes) | - Megjelent: 1993. április 19. - Label: Parlophone - Formátum: CD • MC • LP | 1                             | 17                            | 2                             | 3                             | 5                             | 8                             | 6                             | 35                            | 18                            | 6                             | 46                            | - AUT: Arany - FRA: Arany - GER: Arany - SWI: Arany - UK: Arany |

## Kislemezek
| Év                                                                    | Cím                                          | Legjobb slágerlistás helyezés | Legjobb slágerlistás helyezés | Legjobb slágerlistás helyezés | Legjobb slágerlistás helyezés | Legjobb slágerlistás helyezés | Legjobb slágerlistás helyezés | Legjobb slágerlistás helyezés | Legjobb slágerlistás helyezés | Legjobb slágerlistás helyezés | Legjobb slágerlistás helyezés | Díjak, jelölések                                                              | Album                        |
| Év                                                                    | Cím                                          | UK                            | AUS                           | AUT < />                      | BEL                           | GER                           | IRE                           | NLD                           | US                            | US Dance                      | US R&B                        | Díjak, jelölések                                                              | Album                        |
| --------------------------------------------------------------------- | -------------------------------------------- | ----------------------------- | ----------------------------- | ----------------------------- | ----------------------------- | ----------------------------- | ----------------------------- | ----------------------------- | ----------------------------- | ----------------------------- | ----------------------------- | ----------------------------------------------------------------------------- | ---------------------------- |
| 1981                                                                  | "Your Alibis"                                | —                             | —                             | —                             | —                             | —                             | —                             | —                             | —                             | —                             | —                             |                                                                               | N/A                          |
| 1982                                                                  | "The Only Way"                               | —                             | —                             | —                             | —                             | —                             | —                             | —                             | —                             | —                             | —                             |                                                                               | N/A                          |
| 1983                                                                  | "Listen to Your Heart"                       | —                             | —                             | —                             | —                             | —                             | —                             | —                             | —                             | —                             | —                             |                                                                               | N/A                          |
| 1983                                                                  | "I Got a Feeling"                            | —                             | —                             | —                             | —                             | —                             | —                             | —                             | —                             | —                             | —                             |                                                                               | N/A                          |
| 1989                                                                  | "People Hold On" (with Coldcut)              | 11                            | 78                            | —                             | 32                            | 24                            | —                             | 37                            | —                             | 6                             | —                             |                                                                               | What's That Noise?           |
| 1989                                                                  | "My Telephone" (with Coldcut)                | 52                            | —                             | —                             | —                             | 62                            | —                             | —                             | —                             | —                             | —                             |                                                                               | What's That Noise?           |
| 1989                                                                  | "This Is the Right Time"                     | 13                            | 138                           | 20                            | —                             | 17                            | —                             | —                             | 21                            | 1                             | 13                            |                                                                               | Affection                    |
| 1989                                                                  | "All Around the World"                       | 1                             | 9                             | 1                             | 1                             | 2                             | 3                             | 1                             | 3                             | 1                             | 1                             | - AUS: Arany - AUT: Arany - GER: Arany - SWE: Arany - UK: Arany - US: Platina | Affection                    |
| 1989                                                                  | "Do They Know It’s Christmas?" (Band Aid II) | 1                             | 30                            | —                             | 17                            | 74                            | 1                             | 18                            | —                             | —                             | —                             | - UK: Platinum                                                                | N/A                          |
| 1990                                                                  | "Live Together"                              | 10                            | 62                            | 30                            | 7                             | 23                            | 11                            | 5                             | —                             | —                             | —                             |                                                                               | Affection                    |
| 1990                                                                  | "What Did I Do to You?"                      | 25                            | —                             | —                             | 37                            | 43                            | 20                            | 38                            | —                             | —                             | —                             |                                                                               | Affection                    |
| 1990                                                                  | "You Can't Deny It"                          | —                             | —                             | —                             | —                             | —                             | —                             | —                             | 14                            | 2                             | 1                             |                                                                               | Affection                    |
| 1991                                                                  | "Change"                                     | 10                            | 21                            | 24                            | 6                             | 13                            | 17                            | 7                             | 27                            | 1                             | 12                            |                                                                               | Real Love                    |
| 1991                                                                  | "All Woman"                                  | 20                            | 52                            | —                             | 28                            | —                             | —                             | 21                            | 56                            | —                             | 1                             |                                                                               | Real Love                    |
| 1992                                                                  | "Time to Make You Mine"                      | 14                            | 114                           | —                             | 47                            | —                             | —                             | 47                            | —                             | —                             | —                             |                                                                               | Real Love                    |
| 1992                                                                  | "Everything Will Get Better"                 | —                             | —                             | —                             | —                             | —                             | —                             | —                             | —                             | 36                            | —                             |                                                                               | "All Woman"                  |
| 1992                                                                  | "Set Your Loving Free"                       | 28                            | 164                           | —                             | —                             | 42                            | —                             | 36                            | —                             | 20                            | —                             |                                                                               | Real Love                    |
| 1992                                                                  | "A Little More Love"                         | —                             | —                             | —                             | —                             | —                             | —                             | —                             | —                             | —                             | 30                            |                                                                               | Real Love                    |
| 1992                                                                  | "Someday (I’m Coming Back)"                  | 10                            | 116                           | —                             | 39                            | 51                            | 16                            | 30                            | —                             | —                             | —                             |                                                                               | Több mint testőr             |
| 1993                                                                  | "In All the Right Places"                    | 8                             | 132                           | —                             | —                             | 63                            | 8                             | 20                            | —                             | —                             | —                             |                                                                               | So Natural                   |
| 1993                                                                  | "So Natural"                                 | 15                            | 69                            | —                             | —                             | 67                            | —                             | 47                            | —                             | —                             | —                             |                                                                               | So Natural                   |
| 1993                                                                  | "Little Bit of Heaven"                       | 32                            | 153                           | —                             | —                             | 54                            | —                             | —                             | —                             | —                             | —                             |                                                                               | So Natural                   |
| 1994                                                                  | "Marvellous & Mine"                          | —                             | —                             | —                             | —                             | —                             | —                             | —                             | —                             | —                             | —                             |                                                                               | So Natural                   |
| 1994                                                                  | "Make It Right"                              | —                             | —                             | —                             | —                             | —                             | —                             | —                             | —                             | 46                            | 64                            |                                                                               | Beverly Hills 90210          |
| 1994                                                                  | "Dream Away" (with Babyface)                 | —                             | 193                           | —                             | —                             | —                             | —                             | —                             | —                             | —                             | 80                            |                                                                               | The Pagemaster               |
| 1997                                                                  | "People Hold On" (The Bootleg Mixes)         | 4                             | 89                            | —                             | 40                            | —                             | 15                            | 71                            | —                             | 1                             | —                             |                                                                               | Lisa Stansfield              |
| 1997                                                                  | "The Real Thing"                             | 9                             | 124                           | —                             | 29                            | 57                            | —                             | 61                            | —                             | —                             | —                             |                                                                               | Lisa Stansfield              |
| 1997                                                                  | "Never, Never Gonna Give You Up"             | 25                            | 182                           | —                             | —                             | 74                            | —                             | —                             | 74                            | 1                             | 38                            |                                                                               | Lisa Stansfield              |
| 1997                                                                  | "The Line"                                   | 64                            | —                             | —                             | —                             | —                             | —                             | —                             | —                             | —                             | —                             |                                                                               | Lisa Stansfield              |
| 1997                                                                  | "Never Gonna Fall"                           | —                             | —                             | —                             | —                             | —                             | —                             | —                             | —                             | 1                             | —                             |                                                                               | Lisa Stansfield              |
| 1997                                                                  | "Don’t Cry for Me"                           | —                             | —                             | —                             | —                             | —                             | —                             | —                             | —                             | —                             | —                             |                                                                               | Lisa Stansfield              |
| 1998                                                                  | "I’m Leavin’"                                | —                             | —                             | —                             | —                             | —                             | —                             | —                             | —                             | 1                             | —                             |                                                                               | Lisa Stansfield              |
| 1999                                                                  | "The Longer We Make Love" (with Barry White) | —                             | —                             | —                             | —                             | —                             | —                             | —                             | —                             | —                             | —                             |                                                                               | Staying Power                |
| 2001                                                                  | "Let’s Just Call It Love"                    | 48                            | —                             | —                             | —                             | —                             | —                             | —                             | —                             | —                             | —                             |                                                                               | Face Up                      |
| 2001                                                                  | "8-3-1"                                      | —                             | —                             | —                             | —                             | —                             | —                             | —                             | —                             | —                             | —                             |                                                                               | Face Up                      |
| 2003                                                                  | "All Around the World" (Norty Cotto Mixes)   | —                             | —                             | —                             | —                             | —                             | —                             | —                             | —                             | 34                            | —                             |                                                                               | Biography: The Greatest Hits |
| 2004                                                                  | "Too Hot" (with Kool & the Gang)             | —                             | —                             | —                             | —                             | —                             | —                             | —                             | —                             | —                             | —                             |                                                                               | The Hits: Reloaded           |
| 2004                                                                  | "Easier"                                     | —                             | —                             | —                             | —                             | —                             | —                             | —                             | —                             | —                             | —                             |                                                                               | The Moment                   |
| 2005                                                                  | "Treat Me Like a Woman"                      | —                             | —                             | 36                            | —                             | 43                            | —                             | —                             | —                             | —                             | —                             |                                                                               | The Moment                   |
| 2005                                                                  | "If I Hadn’t Got You"                        | —                             | —                             | 54                            | —                             | 66                            | —                             | —                             | —                             | —                             | —                             |                                                                               | The Moment                   |
| 2005                                                                  | "He Touches Me"                              | —                             | —                             | —                             | —                             | —                             | —                             | —                             | —                             | —                             | —                             |                                                                               | The Moment                   |
| 2013                                                                  | "Can't Dance"                                | —                             | —                             | —                             | —                             | —                             | —                             | —                             | —                             | —                             | —                             |                                                                               | Seven                        |
| 2014                                                                  | "Carry On"                                   | —                             | —                             | —                             | —                             | —                             | —                             | —                             | —                             | —                             | —                             |                                                                               | Seven                        |
| 2014                                                                  | "So Be It"                                   | —                             | —                             | —                             | —                             | —                             | —                             | —                             | —                             | —                             | —                             |                                                                               | Seven                        |
| 2014                                                                  | "There Goes My Heart"                        | —                             | —                             | —                             | —                             | —                             | —                             | —                             | —                             | —                             | —                             |                                                                               | Seven+                       |
| 2018                                                                  | "Billionaire"                                | —                             | —                             | —                             | —                             | —                             | —                             | —                             | —                             | —                             | —                             |                                                                               | Deeper                       |
| 2018                                                                  | "Never Ever"                                 | —                             | —                             | —                             | —                             | —                             | —                             | —                             | —                             | 6                             | —                             |                                                                               | Deeper                       |
| "—" nem volt slágerlistás helyezés, vagy nem jelent meg az országban. |                                              |                               |                               |                               |                               |                               |                               |                               |                               |                               |                               |                                                                               |                              |

## Home videók
| Év   | Cím                          | Formátum           |
| ---- | ---------------------------- | ------------------ |
| 1990 | Live! All Around the World   | VHS • Laserdisc    |
| 1992 | Real Life                    | VHS • Laserdisc    |
| 1992 | Lisa at Wembley – Live       | Laserdisc          |
| 2003 | Biography: The Greatest Hits | DVD                |
| 2005 | Live at Ronnie Scott's       | DVD                |
| 2015 | Live in Manchester           | DVD • Blu-ray disc |

## Videoklipek
| Év   | Cím                                          | Rendező(k)                  |
| ---- | -------------------------------------------- | --------------------------- |
| 1989 | "People Hold On" with Coldcut                | Big TV!                     |
| 1989 | "My Telephone" with Coldcut                  | Big TV!                     |
| 1989 | "This Is the Right Time" (EU version)        | Big TV!                     |
| 1989 | "All Around the World"                       | Philip Richardson           |
| 1989 | "All Around the World" (TF1 version)         | Philippe Gautier            |
| 1990 | "This Is the Right Time" (U.S. version)      | Jimmy Fletcher              |
| 1990 | "Live Together "                             | Philip Richardson           |
| 1990 | "You Can't Deny It"                          | Steve Lowe & Jimmy Fletcher |
| 1990 | "What Did I Do to You?"                      | David Mallett               |
| 1990 | "Down in the Depths"                         | Philippe Gautier            |
| 1991 | "Change" (EU version)                        | Steve Lowe                  |
| 1991 | "Change" (U.S. version)                      | Stefan Würnitzer            |
| 1991 | "All Woman"                                  | Nick Brandt                 |
| 1992 | "All Around the World" (Barry White version) | Peter Stuart                |
| 1992 | "Time to Make You Mine"                      | John Lindauer               |
| 1992 | "Set Your Loving Free Year"                  | Nick Brandt                 |
| 1992 | "A Little More Love"                         |                             |
| 1992 | "Someday (I’m Coming Back)"                  | Marcus Nispel               |
| 1993 | "In All the Right Places"                    | Nick Brandt                 |
| 1993 | "So Natural"                                 | Marcus Nispel               |
| 1993 | "So Natural" (Jazz version)                  | Marcus Nispel               |
| 1993 | "Little Bit of Heaven"                       | Marcus Raboy                |
| 1994 | "Dream Away" with Babyface                   | Randee St. Nicholas         |
| 1997 | "The Real Thing"                             | Michael Geoghegan           |
| 1997 | "Never, Never Gonna Give You Up"             | Rocky Schenck               |
| 1997 | "The Line"                                   | Rocky Schenck               |
| 1997 | "Don’t Cry for Me"                           | Ben Unwin                   |
| 1997 | "People Hold On (Bootleg Mix)"               | Max Abbiss-Biro             |
| 1998 | "Baby I Need Your Lovin'"                    |                             |
| 2001 | "Let's Just Call It Love"                    | Howard Greenhalgh           |
| 2005 | "Treat Me Like a Woman"                      | Kevin Godley                |
| 2005 | "If I Hadn't Got You"                        | Steve Kemsley               |
| 2014 | "Carry On"                                   |                             |
| 2014 | "Carry On" (Acoustic Version)                |                             |
| 2014 | "So Be It"                                   |                             |
| 2014 | "There Goes My Heart"                        |                             |
| 2018 | "Billionaire"                                |                             |